# Jane Moran
Jane Moran (nascuda el 6 de juny de 1985) és una jugadora de waterpolo d'Austràlia. Ella va guanyar una medalla d'or en la Copa de 2011 del Canadà i una medalla de plata en la Copa del Món FINA 2010 Va formar part de l'equip nacional júnior d'Austràlia que va competir en el Campionat del Món Júnior 2005 celebrat a Perth, Austràlia Occidental. Ella va rebre la seva primera convocatòria a selecció absoluta d'Austràlia amb la finalitat de competir en el Campionat Mundial de 2005 celebrada al Canadà, i també va ser convidada a participar en un campament d'entrenament de 2007 per als jugadors que podrien ser seleccionats pels Jocs Olímpics d'Estiu de 2008, que va ser considerada per a aquest equip, però no ho va aconseguir. També ha estat triada per representar a Austràlia en els Jocs Olímpics d'Estiu de 2012 com una membre de l'equip nacional d'Austràlia. En l'àmbit del club, juga en la Lliga Nacional Australiana de Waterpolo.

## Vida personal
Moran va néixer el 1985, a Murwillumbah, però va créixer en Ashgrove, Queensland, però va néixer a Nova Gal·les del Sud. En 2005, ella estava vivint en Brisbane, Queensland. En 2007, el seu pare va morir just abans que se suposava que anava a deixar d'assistir al campament d'entrenament de l'equip nacional pels Jocs Olímpics d'Estiu de 2008. Ella és una ex alumna de la Universitat de Queensland, i va rebre la seva llicenciatura en Enginyeria el 2003-2006.